# Waitaha
Waitaha (wörtlich: Wasser-Träger) ist eine nicht scharf definierte Bezeichnung für eine frühe indigene Bevölkerungsgruppe Neuseelands, insbesondere auf der Südinsel. Der Status der heutigen Waitaha-Nachfahren ist umstritten.
Neuerdings wird mit dem Namen „Waitaha“ auch eine matriarchalisch geprägte polynesische Friedenskultur („nation of peace“) verbunden, die nach dem – wissenschaftlich nicht anerkannten – Zeugnis heutiger Waitaha-Nachfahren etwa 1000 Jahre vor den historisch überlieferten Māori-Einwanderungen nach Neuseeland gelangte.

## Geschichte
Die Einwanderungen der Māori aus ihrer mythischen Heimat Hawaiki nach Neuseeland begannen nach ihren oralen Quellen etwa im 12. Jahrhundert. Ab dem 16. Jahrhundert wurden die friedliebenden Waitaha durch kriegerische Māori-Stämme vertrieben oder getötet und die Überlebenden durch Eroberungszüge und Heirat allmählich absorbiert, zunächst durch die Kāti Māmoe, diese später ihrerseits durch die Ngāi Tahu.
In der Überlieferung der Ngāi Tahu und Kāti Mamoe wird unter „Waitaha“ nicht nur ein spezieller Iwi (Stamm) verstanden, sondern auch eine Kollektivbezeichnung für die ersten Bewohner der Südinsel. "Waitaha were both a people and a collection of peoples. The name refers to all those who were there prior to the Ngati [= Kāti] Mamoe and Ngāi Tahu migrations."
Wann genau die Waitaha auf die Südinsel kamen, ist archäologisch bisher nicht geklärt, es wird aber davon ausgegangen, dass im Gegensatz zu den weniger zahlreichen Waitaha der Südinsel die Māori-Stämme auf der Nordinsel durch die günstigeren Umweltbedingungen stärker wuchsen und dass die Waitaha schließlich durch die in Neuseeland nicht ungewöhnlichen Migrationsbewegungen vernichtet und absorbiert wurden.
Die Genealogie der Māori führt die Waitaha auf einen Ahnen namens Rakaihautu und seinen Sohn Rokohuia zurück. Ein Rakaihautu ist auch in der Tradition von Taitokerau auf der Nordinsel und von Rarotonga in Polynesien bekannt. Ihr Waka (Kanu) Uruao ist auch der Name eines Sternbildes und eines Navigationsweges auf den nach den Sternen ausgerichteten polynesische Navigationshilfen.
Die Nachfahren der Waitaha gelten heute nicht mehr als eigenständiger Stamm und werden – gegen ihren Willen aufgrund des umstrittenen Ngāi Tahu Settlement Act (1999) – von den die Südinsel wirtschaftlich und politisch beherrschenden Ngāi Tahu vertreten.
Mehrere Organisationen in Christchurch und Umgebung tragen „Waitaha“ in ihrem Namen, doch hat dies mit den heute lebenden Waitaha nichts zu tun; der Name wird nur als Synonym für die Region Canterbury (ein altes Waitaha-Siedlungsgebiet) gebraucht – so z. B. Waitaha Cultural Council oder der Māori-Name der University of Canterbury Te Whare Wānanga o Waitaha.

## „Song of Waitaha“
1994 erschien in Neuseeland „Song of Waitaha – The Histories of a Nation“ – ein Buch, in dem die Geschichte der Waitaha von ihnen selbst erzählt wird. Es stellt einen Ausschnitt des kulturellen Gedächtnisses der Waitaha dar, das in ihren heiligen Gesängen, den „chants“, überliefert worden war. In den letzten Jahrhunderten, in denen die Waitaha nicht mehr autonom leben konnten, hatten sie dieses Wissen verborgen gehalten; Ende der 1980er Jahre beschlossen die Ältesten, ihre alten Überlieferungen zu veröffentlichen.
„Song of Waitaha“ enthält die Schöpfungsmythen und andere mythologische Erzählungen, wie sie sehr ähnlich auch bei verschiedenen Māori-Stämmen zu hören sind, das Schwergewicht aber bilden die Schilderungen der Wanderzüge der Waitaha vor allem auf der Südinsel, ihrer Lebensweise und ihrer Sitten und Gebräuche. Dabei zeigt sich das Bild einer matriarchalisch geprägten Gesellschaft, die weder Waffen noch Verteidigungsanlagen kennt, bei der – anders als bei den historischen Māori – die Tötung eines Menschen (auch eines feindlichen Kriegers) tabu ist und deren wichtigste Gottheit Rongo Marae Roa, die Göttin des Friedens, ist. Eine weitere Besonderheit ist, dass die Waitaha stolz ihre multi-ethnischen Wurzeln betonen und schildern, wie sie sich stets gern mit anderen Stämmen und Völkern verbunden haben, wobei sie gleichzeitig das Wissen um ihre weit zurückreichenden Abstammungslinien (whakapapa) pflegten.

### Rezeption
„Song of Waitaha“ stieß gleich nach Erscheinen auf heftigste Kritik. Auslöser war die – im Buch eher nebensächliche – Aussage, dass die Besiedlung Neuseelands durch die Vorfahren der Waitaha "vor 67 Generationen" (nach landläufiger Umrechnung wäre dies vor etwa 1700 Jahren) begonnen habe. Das würde allen bisherigen Erkenntnissen und Überzeugungen fast 1000 Jahre "Geschichte" hinzufügen und steht damit im krassen Widerspruch zur gängigen Geschichtsschreibung, nach der Neuseeland zu jener Zeit unbewohnt war. „There was not a skerrick of evidence – linguistic, artifactual, genetic; no datable carbon or pollen remains, nothing – that the story [von "Song of Waitaha"] had any basis in fact.“  – Auch einige Māori, insbesondere die Ngāi Tahu, übten heftige Kritik, da sie sich, als Nachfahren der "klassischen" Māori, als die alleinige tangata whenua, die Urbevölkerung ihres Landes sehen (und deshalb auch Entschädigungszahlungen für den illegalen Landraub der weißen, meist britischen Siedler erhielten und erhalten).
Eine unbefangene Aufnahme dieser Selbstdarstellung der Waitaha und ihrer Geschichte wurde nicht zuletzt auch deshalb erschwert, weil gewisse New-Age-Kreise um Barry Brailsford, der bei der Herausgabe des Buches mitgewirkt hatte, das Thema spekulativ ausschlachteten und auf ihre Weise vermarkteten, sehr zum Leidwesen der Waitaha, die sich heftig aber erfolglos gegen diese Diskreditierung und „spirituelle Ausbeutung“ wandten. "Having appropriated to himself the vision behind the publication of this work, he [Brailsford] launched himself upon the world as the latest in a series of new age gurus whose lifestyle is maintained through the appropriation, re-interpretation and commodification of the knowledge, value systems, cultural and spiritual beliefs and practices of indigenous peoples". "Song of Waitaha" gilt seither für viele als das literarische Fantasie-Produkt des Pākehā (Weißen) Brailsford. So steht eine  sachgerechte Rezeption – unabhängig von der umstrittenen Datierungsfrage – dieses mythologisch, ethnologisch (u. a. für die Matriarchatsforschung), ökologisch wie allgemein-kulturhistorisch interessanten Dokuments einer frühen pazifischen Friedenskultur noch am Anfang.
Durch die deutschsprachige Ausgabe von "Song of Waitaha" wurden die Waitaha erstmals auch in Europa bekannt. 2008 wurden als Gemeinschaftsprojekt von zwei deutschen Schulen (dem Landesmusikgymnasium Rheinland-Pfalz und der Freien Waldorfschule Neuwied) ein "Theaterspektakel" (mit Orchester und Chor) mit Texten aus der Mythologie und Geschichte der Waitaha aufgeführt.